# Elly Jannes
Elly Jannes, geboren als Elly Pettersson (* 1907 in Brevens bruk in Kilsmo, Gemeinde Örebro; † 11. Februar 2006 in Stockholm), war eine schwedische Schriftstellerin, Übersetzerin und Journalistin.

## Leben
Jannes wuchs im Arbeitermilieu Schwedens des beginnenden 20. Jahrhunderts auf. Sie war die jüngste von fünf Geschwistern. In frühester Jugend las sie Bücher über Lappland und träumte davon, als Journalistin und Schriftstellerin arbeiten zu können. 1936 fand sie Anstellung bei der Zeitung Vi der schwedischen Konsumvereinigung und arbeitete dort bis zu ihrer Pensionierung.
Jannes’ Werke schildern sehr oft die Arbeitswelt und das Milieu der Menschen, in verschiedenen Teilen Schwedens und anderen Ländern. Sie war mit dem Arzt Svante Höjeberg verheiratet. Das Paar hat eine Tochter. Diese wurde nach der Protagonistin Elle Kari aus Jannes gleichnamigen Buch benannt.

## Preise und Auszeichnungen
- 1944: Literaturpreis des Svenska Dagbladet

## Schriften
- 1942: Renarna visa vägen. Med sikaslapper genom Sarekfjällen. Fotografien von Anna Riwkin-Brick. Stockholm.
- 1944: Detta år met enda liv.
- 1946: Människor därute.
- 1949: Österland: Resa i Turkiet, Irak och Iran.
- 1950: Vandrande by. Fotografien von Anna Riwkin-Brick.
  - 1961: deutsch von Margot Franke: Nomaden des Nordens. Büchergilde Gutenberg, Frankfurt am Main/Wien/Zürich.
- 1951: Elle Kari. Fotografien von Anna Riwkin Brick.
  - 1975: deutsch: Elle Kari aus Lappland. Oetinger, Hamburg.
- 1953: Solnedgångens land.
- 1954: Öknen skall glädjas.
  - 1956: deutsch von Rita Öhquist. Palästina zwischen Krieg und Frieden. Wancera, Wien/Stuttgart.
  - neu aufgelegt: Die Wüste wird blühen: Eine Fahrt durchs Heilige Land, Wancera, Wien/Köln.
- 1955: Ett år med Kari.
- 1974: Människor i Tanzania, Rabén & Sjögren, Stockholm.
- 1974: På väg til Ujamaa: En skilding från Tanzania. Rabén & Sjögren, Stockholm, ISBN 91-2948052-3
- 1976: Möten i Moçambique.

## Übersetzungen
- Hermann Hoster: Många åro kallade, roman. Hökesby, Stockholm 1936. Deutscher Titel: Viele sind berufen: Ein Roman unter Ärzten.